# For Sale (Fool's Garden)
For Sale è il quinto album in studio del gruppo musicale tedesco Fool's Garden, pubblicato nel 2000.

## Tracce
Testi e musiche di Volker Hinkel e Peter Freudenthaler.

1. Who Are You?
2. Allright
3. Suzy
4. Missing
5. Save Me
6. She's So Happy to Be
7. It Can Happen
8. Interlude
9. In the Name
10. Still
11. Pure
12. Monday Morning Girl
13. Noone's Song
14. Happy

## Formazione
- Peter Freudenthaler – voce
- Volker Hinkel – voce, chitarra, programmazione, tastiera, cori
- Roland Röhl – tastiera
- Thomas Mangold – basso
- Ralf Wochele – batteria
- Ulrich Herter – programmazione, tastiera

## Classifiche
| Classifica (2000) | Posizione massima |
| ----------------- | ----------------- |
| Germania          | 84                |